# Operación Lady Chaplin
Operación Lady Chaplin (en italiano: Missione speciale Lady Chaplin, en francés: L'affaire Lady Chaplin) es una película de espionaje italo-francesa-española de 1966 dirigida por Alberto De Martino y Sergio Grieco. Es la tercera y última película de la serie cinematográfica del agente secreto 077, protagonizada por Ken Clark como 077.

## Argumento
El Servicio Secreto americano busca el medio de recuperar 16 cohetes Polaris que se encuentran en el fondo del mar, dentro del submarino Thresher hundido recientemente. Con este fin, el agente Dick Malloy, de la CIA, se pone en contacto con el multimillonario Zoltan Kobre, amante de los escorpiones africanos y en extrañas relaciones con una rubia llamada Lady Chaplin. Las misteriosas actividades de esta mujer obligan a Malloy a desplazarse a diversos puntos de España, Londres, París y Nueva York, donde se suceden las aventuras, las conspiraciones de carácter internacional y los incidentes más increíbles en ambientes inesperados.

## Reparto
- Ken Clark como Dick Malloy.
- Daniela Bianchi como Lady Arabella Chaplin.
- Helga Liné como Hilde.
- Jacques Bergerac como Kobre Zoltan.
- Mabel Karr como Jacqueline.
- Alfredo Mayo como Sir Hillary.
- Philippe Hersent como Heston.
- Ida Galli como Constance Day.
- Tomás Blanco como inspector Soler.
- Rufino Inglés
- Rafael Albaicín

## Lanzamiento
Operación Lady Chaplin se estrenó en Italia el 12 de agosto de 1966. Se estrenó en Francia el 18 de junio de 1967.